# Arracacia tolucensis
Arracacia tolucensis là một loài thực vật có hoa trong họ Hoa tán. Loài này được (Kunth) Hemsl. mô tả khoa học đầu tiên năm 1880.